# DFB-Pokal der Frauen 1983-1984
La DFB-Pokal der Frauen 1983-1984 è stata la 4ª edizione della Coppa di Germania riservata alle squadre femminili. La finale si è svolta a Francoforte ed è stata vinta per la terza volta dal SSG Bergisch Gladbach sul VfR Eintracht Wolfsburg per 2-0. 

## Primo Turno
Le gare si sono svolte il 28 agosto 1983.
| Squadra 1           | Risultato | Squadra 2             |
| ------------------- | --------- | --------------------- |
| TSV Siegen          | 0 - 5     | SSG Bergisch Gladbach |
| Bad Neuenahr        | 5 - 3     | Unzhorst              |
| Kaiserslautern      | 4 - 0     | Saarbrücken           |
| Meteor 06           | 1 - 4     | FSV Harburg           |
| KBC Duisburg        | 16 - 1    | Bremer TS Neustadt    |
| Eintracht Wolfsburg | 4 - 2     | ATSV Stockelsdorf     |
| Schorndorf          | 4 - 1     | Klinge Seckach        |
| Schweinfurt 05      | 0 - 8     | FSV Francoforte       |

## Quarti di finale
Le gare si sono svolte tra il 16 e 17 novembre 1983.
| Squadra 1             | Risultato | Squadra 2           |
| --------------------- | --------- | ------------------- |
| FSV Harburg           | 0 - 6     | Eintracht Wolfsburg |
| SSG Bergisch Gladbach | 1 - 0     | KBC Duisburg        |
| Schorndorf            | 2 - 3     | FSV Francoforte     |
| Bad Neuenahr          | 4 - 1     | Kaiserslautern      |

## Semifinali
Le gare si sono svolte tra il 24 e 25 marzo 1984.
| Squadra 1             | Risultato | Squadra 2           |
| --------------------- | --------- | ------------------- |
| Bad Neuenahr          | 1 - 2     | Eintracht Wolfsburg |
| SSG Bergisch Gladbach | 2 - 0     | FSV Francoforte     |

## Finale
| Arbitro: | Manfred Neuner (Leimen) |

|                                     |           |  |
| Bartelmann 28’ Dlugi-Winterberg 78’ | Marcatori |  |